# Stanislaus-von-Krakau-Kirche
Stanislauskirche steht für nach Stanislaus von Krakau benannte Kirchen:
Italien
- Santo Stanislao dei Polacchi, Rom

Litauen
- Kathedrale von Vilnius

Polen
- St. Dorothea, Wenzel und Stanislaus (Breslau)
- St. Stanislaus (Buk)
- St. Stanislaus (Koźmin Wielkopolski)
- St. Stanislaus (Krakau)
- Paulinerkirche (Krakau)
- St. Stanislaus (Borek Wielkopolski)
- St. Stanislaus (Giszowiec)
- St. Stanislaus (Jordanów Śląski)
- Wawel-Kathedrale St. Stanislaus und Wenzel (Krakau)
- Basilika St. Stanislaus (Lublin)
- St. Stanislaus (Lubliniec)
- Stanislauskirche (Pyskowice)
- Stanislauskirche (Skórowo)
- Kathedrale St. Stanislaus und Wenzel (Świdnica)
- Basilika St. Maria Magdalena und St. Stanislaus in Szczepanów
- St. Stanislaus (Waplewo) (Waplitz)

Russland
- St. Stanislaus (Sankt Petersburg)

Vereinigte Staaten
- Basilika St. Stanislaus (Chicopee)